# Johann Friedrich Meyer (Maler)
Johann Friedrich Meyer (* 1728 in Dresden; † um 1789 in Potsdam) war ein deutscher Theater- und Vedutenmaler.

## Leben
Johann Friedrich Meyer erlernte zunächst die Porträtmalerei und wurde in Dresden von dem Einfluss des Vedutenmalers Bernardo Bellotto, der sich wie sein Onkel Giovanni Antonio Canal Canaletto nannte, geprägt. Er wurde von dem Architekten und Theatermaler Giuseppe Galli da Bibiena aufgenommen und schuf mehrere Theaterdekorationen. 1751 ging er nach Potsdam und arbeitete dort beim „Königlichen Bau-Comptoir“ als Maler und Vergolder. Er beteiligte sich an der Ausmalung von Sanssouci und dem Neuen Palais. Ab 1755 besaß er ein Holländerhaus in der Benkertstraße 21. 1771 beauftragte Friedrich II. ihn mit der Anfertigung von Potsdamer Stadtansichten mit Staffagefiguren, die er von Andreas Ludwig Krüger in Kupfer stechen ließ, der seit 1773 mit Meyers Tochter Marie Friederike (1752–1843) verheiratet war.

## Werke (Auswahl)

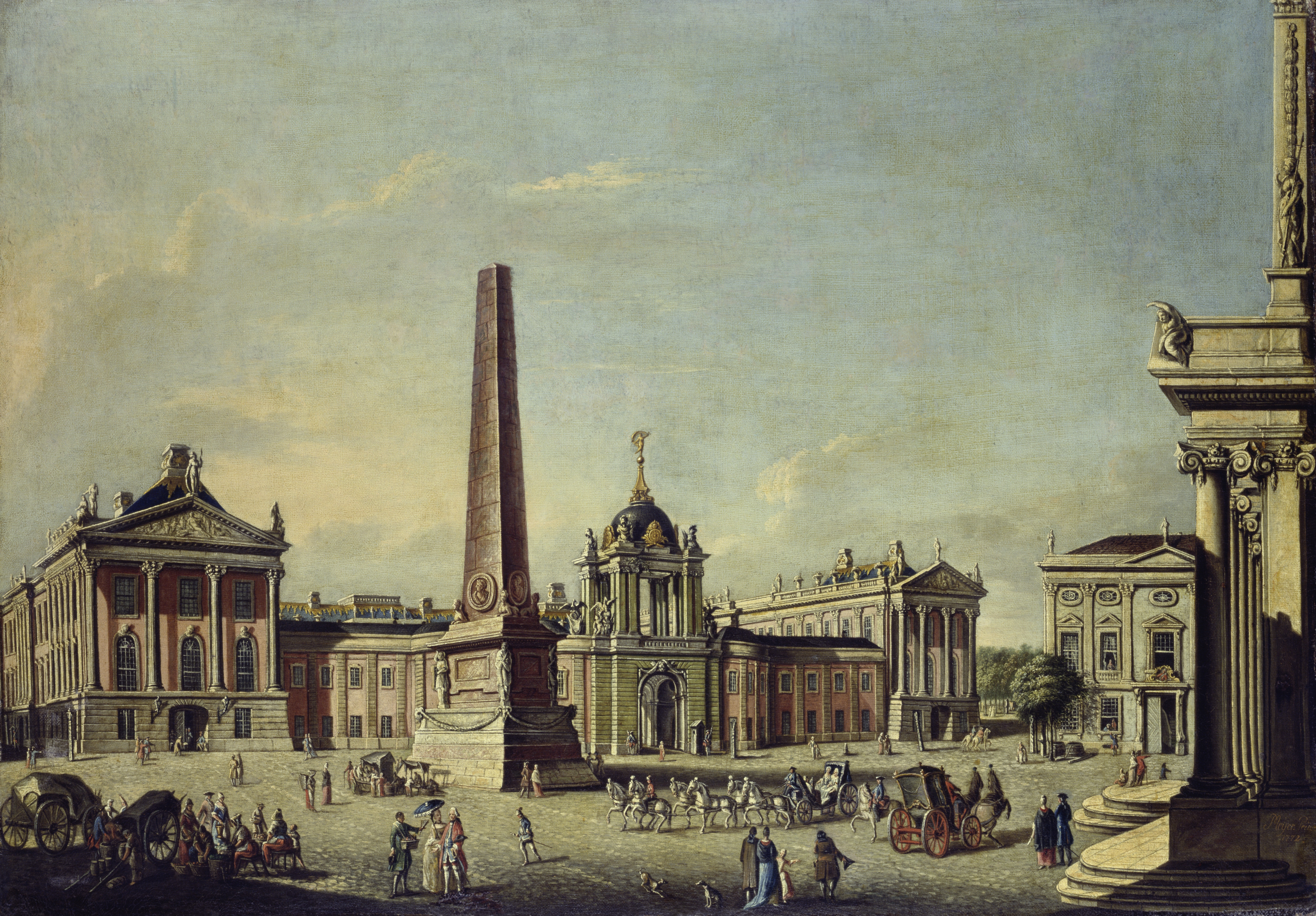
Alter Markt in Potsdam mit Stadtschloss
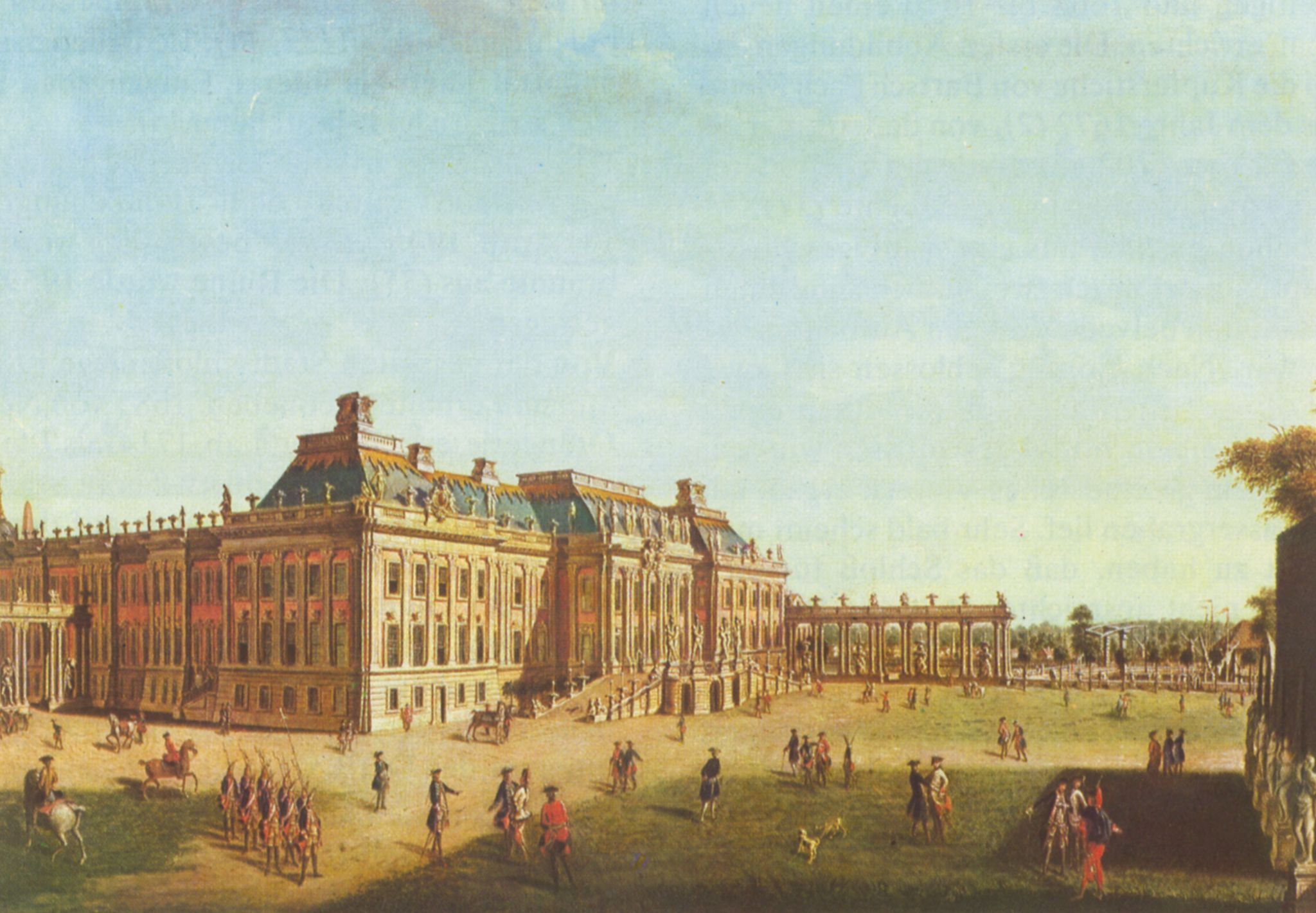
Stadtschloss Potsdam von der Gartenseite
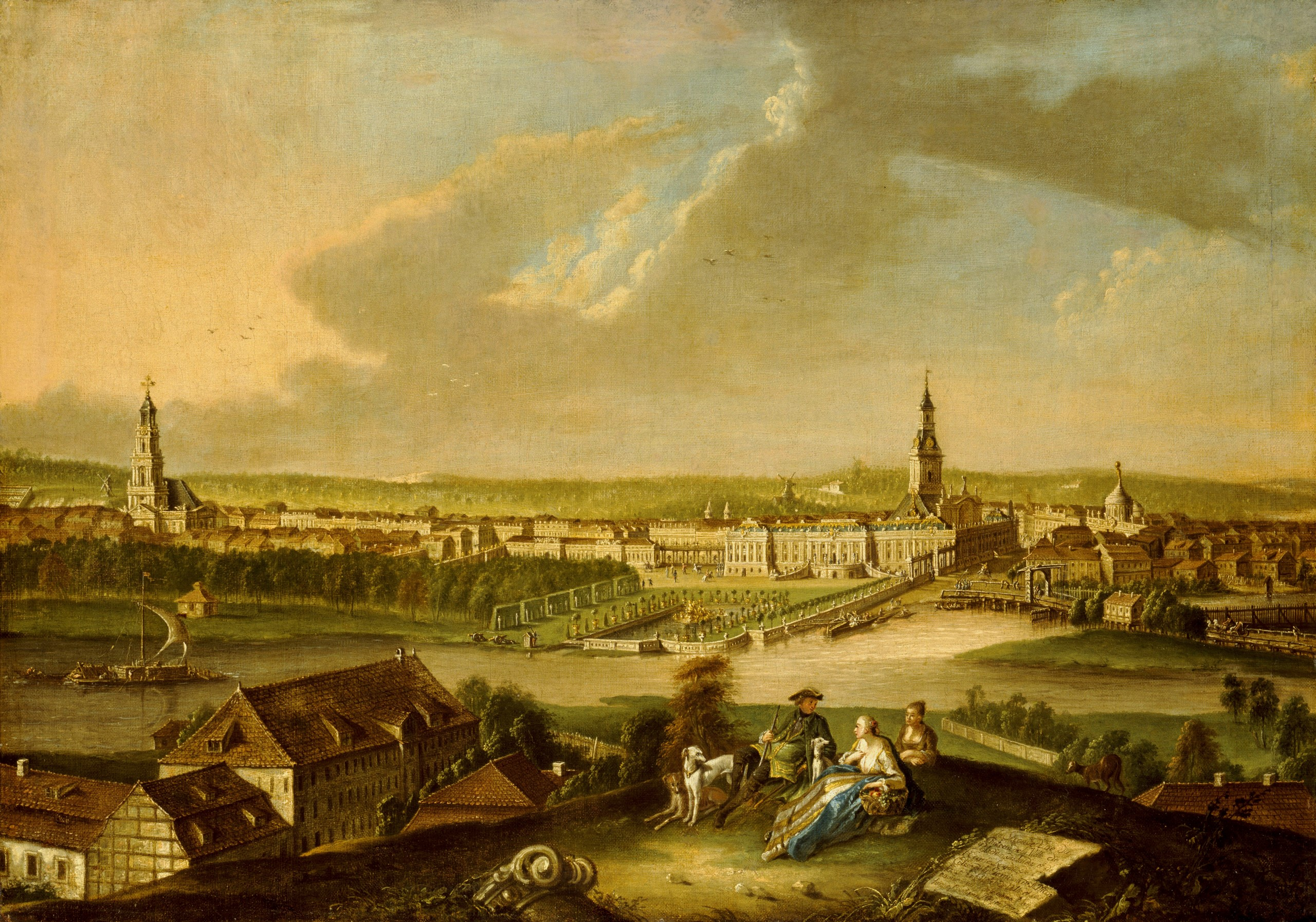
Potsdam, Ansicht vom Brauhausberg
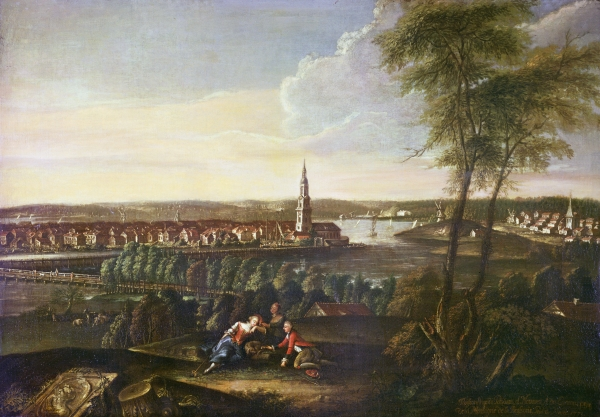
Potsdam, Heiligengeistkirche und Nowawes vom Brauhausberg aus